# Marcel Berger

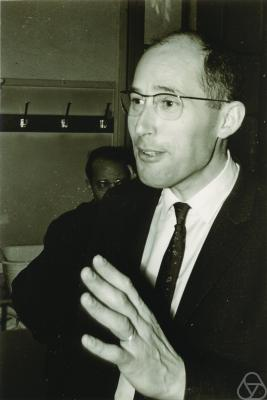
Marcel Berger in Paris, 1968

Marcel Berger (* 14. April 1927 in Paris; † 15. Oktober 2016) war ein französischer Mathematiker, der sich mit Differentialgeometrie beschäftigte.

## Leben und Wirken
Berger studierte bei André Lichnerowicz, einem Schüler Élie Cartans, der wiederum Schüler von Gaston Darboux gewesen war, und setzte diese Linie herausragender Differentialgeometer in Frankreich fort. Nach der Promotion zum Thema Holonomy Groups of Riemannian Manifolds bei Lichnerowicz war er ab 1955 Professor an den Universitäten von Straßburg, Nizza und Paris (Universität Paris VII Denis Diderot, École normale supérieure). Von 1974 bis 1985 war er Directeur de Recherche am CNRS und 1985 bis 1994 Direktor des IHÉS in Bures-sur-Yvette. In dieser Funktion holte er auch den russischen Differentialgeometer Michail Gromow nach Frankreich ans IHES. Berger war 1956/57 Gastprofessor am MIT und 1961/62 an der Universität Berkeley. 1981 war er Rademacher Lecturer an der University of Pennsylvania.
1955 klassifizierte er die Holonomiegruppen einfach zusammenhängender, irreduzibler, nicht lokal symmetrischer Riemannscher (und Pseudo-Riemannscher) Mannigfaltigkeiten
Mit Wilhelm Klingenberg bewies er Ende der 1950er Jahre aufbauend auf Arbeiten von Harry Rauch den Sphären-Satz.
Mit Jerry Kazdan bewies er eine Ungleichung für die Volumina Riemannscher Mannigfaltigkeiten mit gegebenem Injektivitätsradius (Berger-Kazdan comparison theorem). Sie trugen damit zur Lösung einer Vermutung von Wilhelm Blaschke über Wiedersehen-Mannigfaltigkeiten bei.
Er schrieb mehrere Lehrbücher über Differentialgeometrie und Geometrie.
Seit 1982 war er korrespondierendes Mitglied der französischen Akademie der Wissenschaften. Er war seit 1979 Mitherausgeber der Zeitschrift Inventiones Mathematicae und seit 1982 der Grundlehren der mathematischen Wissenschaften im Springer Verlag. 1962 war er Gastredner auf dem Internationalen Mathematikerkongress in Stockholm (Les variétés riemanniennes dont la courbure satisfait certaines conditions). Berger war Fellow der American Mathematical Society. 1979/80 war er Präsident der Société Mathématique de France.
Zu seinen Doktoranden zählen Yves Colin de Verdière, Jean-Pierre Bourguignon, Gérard Besson, Pierre Pansu und Sylvestre Gallot.
Er veröffentlichte auch mit einer Gruppe von Mathematikern unter dem Pseudonym Arthur Besse, unter anderem ein Buch über Einsteinsche Mannigfaltigkeiten.

## Preise
- 1956 Prix Peccot, Collège de France
- 1962 Prix Maurice Audin
- 1969 Prix Carrière, Académie des Sciences
- 1978 Prix Leconte, Académie des Sciences
- 1979 Prix Gaston Julia

## Schriften
- Geometry revealed. A Jacob´s ladder to modern higher geometry, Springer Verlag 2010
- mit Paul Gauduchon, Edmond Mazet: Le spectre d'une variété riemannienne, Lecture Notes in Mathematics, Bd. 194, Springer-Verlag, Berlin-New York 1971.
- mit Bernard Gostiaux: Differential geometry: manifolds, curves, and surfaces, Graduate Texts in Mathematics, Bd. 115, Springer-Verlag, New York, 1988, ISBN 0-387-96626-9, 53-01 (französisch Presse Universitaire de France 1987)
- Geometry II, Universitext. Springer-Verlag, Berlin, 1987.
- Geometry I, Universitext. Springer-Verlag, Berlin, 1987, 1994, ISBN 3-540-11658-3 (französisch erschien seine Geometrie in 5 Bänden 19777/8 bei Nathan, in 3. Auflage 2003, auch ins Russische und Chinesische übersetzt)
- mit Berry, Pierre Pansu, St. Raymond: Problems in Geometry, Springer Verlag 1984
- A panoramic view of Riemannian geometry. Springer-Verlag, Berlin, 2003 (824 Seiten), ISBN 3-540-65317-1
- mit Claude Reyraud: Cinq siècles de mathématiques en France, Association pour la diffusion de la pensée française (ADPF), 287 Seiten, 2005,  online (pdf), 2,3 MB
- Convexity, American Mathematical Monthly, Bd. 97, 1990, S. 650 (erhielt den Writing Award der Mathematical Association of America)
- Riemannian geometry during the second half of the twentieth century, Jahresbericht DMV (Deutsche Mathematiker-Vereinigung), Bd. 100, 1998, Heft 2 (Reprint in den University Lecture Series, Bd. 17. American Mathematical Society, Providence, Rhode Island, 2000, ISBN 0-8218-2052-4)
- Convexité dans le plane, dans l´espace et au-delà, 2 Bände, Ellipse, 2006
- Géométrie vivante ou l ´échelle de Jacob de mathématicien, Cassini, 2007